# Raissa
Raissa (auch Raisa) ist ein weiblicher Vorname, der hauptsächlich in Russland vergeben wird. Der Name ist die portugiesische Form von Herais.

## Verbreitung
In Deutschland wird Raissa seit 2010 fast jedes Jahr vergeben, von 2010 bis 2022 etwa 150 Mal. Der Name kommt in der Schweiz seit den 1970er Jahren hin und wieder vor, jedoch ist er nicht sehr beliebt. Es tragen 198 Mädchen den Namen (Stand 2023). In Österreich kommt der Name seit 1996 in der Namensgebung vor, seit 2010 wird er fast alljährlich berücksichtigt.
Der Name war in Portugal im Jahr 2014 mit Rang 93 in den Top-100. Auch in Brasilien war er von 1990 bis zur Jahrtausendwende in den Top-100.
In den Niederlanden wird der Name seit 1960 alljährlich bei der Namenswahl berücksichtigt. Er ist aber nur mäßig beliebt. Der Name wird in Frankreich seit Anfang der 1970er Jahre jährlich vergeben, bis Anfang der 1990er Jahre war er bekannt. Seine Beliebtheit geht aber seitdem zurück. Die beste Platzierung erzielte er im Jahr 1991 mit dem 355. Rang.
Raissa kommt in den nordischen Ländern Dänemark, Norwegen und Schweden nur selten vor. Seit 2014 wird der Name in England jährlich vergeben, in den letzten 10 Jahren rund 80 Mal. In den USA taucht der Name seit Ende der 1950er Jahre fast jedes Jahr in den Hitlisten auf. Auch in Kanada ist er seit 1980 fast jährlich in den Hitlisten zu finden, aber in einem geringen Volumen. Ebenso ist seine Vergabe in Belgien, Polen, Nordirland und Schottland nachgewiesen.

## Bekannte Namensträger
- Raissa Adler (1872–1962), österreichische Frauenrechtlerin russischer Herkunft
- Raissa Lwowna Berg (1913–2006), sowjetisch-US-amerikanisch-französische Genetikerin und Hochschullehrerin
- Raissa Jakowlewna Golant (1885–1953), belarussisch-russische Neurologin, Psychiaterin und Hochschullehrerin
- Raissa Marduchowna Kirsanowa (1945–2024), sowjetische bzw. russische Kunsthistorikerin und Hochschullehrerin
- Raissa Maximowna Gorbatschowa (1932–1999), russische Soziologin, Ehefrau Michail Gorbatschows
- Raissa Khan-Panni (* 1976), englische Sängerin
- Raissa Nikolajewna Kochanowa (1906–1992), sowjetische Architektin
- Raissa Semjonowna Nitabuch (* 1859), russische Pathologin
- Raissa Kõvamees (1907–1989), estnische Schriftstellerin
- Raissa Wladimirowna Matwejewa (* 1979), russische Sommerbiathletin
- Raissa Mehner (* 1986), deutsche Jazzmusikerin
- Raissa Andrejewna Obodowskaja (1948–2012), sowjetische Radrennfahrerin, zweifache Bahnrad-Weltmeisterin
- Raisa O’Farrill (1972–2023), kubanische Volleyballnationalspielerin
- Raissa Dawydowna Orlowa-Kopelewa (1918–1989), russische Schriftstellerin
- Raissa Sadreidinowa (* 1952), russische Langstreckenläuferin
- Raissa Filippowna Smechnowa (* 1950), sowjetisch-russische Mittel- und Langstreckenläuferin
- Raissa Petrowna Smetanina (* 1952), russische Skilangläuferin
- Raissa Soltamuradowna Achmatowa (1928–1992), sowjetische bzw. russische Dichterin tschetschenischer Herkunft
- Raissa Anatoljewna Timofejewa (1967–2022), russische Tischtennisspielerin